# گری براور
گری براور (انگلیسی: Gary Braver؛ زادهٔ ۲۰ اوت ۱۹۴۲) رمان‌نویس و استاد دانشگاه ارمنی‌تبار اهل ایالات متحده آمریکا است.

## زندگینامه
وی با نام اصلی گری گوشگاریان (انگلیسی: Gary Goshgarian) در ۲۰ اوت ۱۹۴۲ در هارتفورد، کنتیکت به دنیا آمد و از دانشگاه ویسکانسین-مدیسن و دانشگاه کانکتیکت فارغ التحصیل شد. 